# Jeremiah Morton
Jeremiah Morton (* 3. September 1799 in Fredericksburg, Virginia; † 28. November 1878 im Orange County, Virginia) war ein US-amerikanischer Politiker. Er war der jüngere Bruder von Floridas US-Senator Jackson Morton.

## Werdegang
Als Kind besuchte Morton eine Privatschule, später ging er von 1814 bis 1815 auf das Washington College. Anschließend graduierte er 1819 am College of William & Mary. Danach studierte er Jura und wurde schließlich als Anwalt zugelassen. Er eröffnete eine Anwaltspraxis in Raccoon Ford, Virginia.
Morton musste später seinen Beruf als Anwalt wegen einer Krankheit aufgeben und betätigte sich daraufhin in der Landwirtschaft. Er wurde 1848 als Whig in das Repräsentantenhaus der Vereinigten Staaten gewählt. Dort war er zwischen 1849 und 1851 tätig. Als er die Wiederwahl 1850 verlor, kehrte er wieder in die Landwirtschaft zurück. Ferner war er 1861 ein Mitglied der Virginia Secession Convention. Er war auch ein Treuhänder des Theological Seminary of Virginia in Alexandria.
Jeremiah Morton starb am 28. November 1878 auf dem Anwesen Lessland. Er wurde in seiner alten Heimat Morton Hall im Orange County beigesetzt.